# إطلاق النار على أوسكار غرانت
قُتل الأمريكي البالغ 22 عامًا أوسكار غرانت الثالث المُنحدر من أصل أفريقي في وقت مُبكر من صباح يوم رأس سنة 2009 على يد ضابط شرطة العبور السريع في منطقة الخليج (بارت)، جوهانس ميهسيرل في أوكلاندا، كالفيورنيا.
واستجابةً للتقارير عن شجار وقع في قطارعبور سريع في منطقة الخليج العائد من سان فرانسيسكو، اعتقلت شرطة بارت غرانت عددًا آخر من الركاب على الرصيف في محطة فروتفيل بارت. أركع الضابط ألبيرت أنتوني بيرون غرانت وأجبره على الاستلقاء منحني الرأس على الرصيف. وسحب ميهسيرل مسدسه وأطلق النار على غرانت. نُقل غرانت إلى مستشفى هايلاند في أوكلاندا وأُعلنت وفاته في وقت لاحق من ذلك اليوم. التُقطت هذه الأحداث على عدد من مقاطع الفيديو الرقمية الرسمية والخاصة، فضلًا عن كاميرا الهاتف المحمول الخاصة التابعة للقطاع الخاص. نشر أصحاب المقاطع الفيديوهات على وسائل الإعلام والمواقع المختلفة على شبكة الإنترنت، وانتشرت على نطاق واسع. وقد جرت احتجاجات سلمية وعنيفة في الأيام التي تلت ذلك.
تمكن بعض الركاب الآخرين بالإضافة إلى صديقة غرانت (صوفينا) في القطار من فض الشجار. بعد ذلك بقليل، أعلن الرُبان للرُكاب أنه اتصل بالشرطة وأنهم في طريقهم إلى المحطة. وبينما بدأ الرُكاب بالنزول من القطار، افترق غرانت وصديقته عندما رأوا الشرطة تسير نحوهم، ومع اقترابهم من القطار، بدأت الشرطة باختيار أشخاص كانوا يعتقدون أنهم شاركوا في الشجار. مشى بيرون إلى رجلين أمريكيين من أصل أفريقي ومزق سترة أحدهما وألقى ثلاثة آخرين على الحائط، ثم التفت إلى القطار صارخًا على كل من شارك في الشجار بالنزول والتوجه إليه. بقي الجميع على متن القطار، لذلك ذهب بيرون ليرى؛ هل كانت هنالك بعض من ملامح التورط على وجه أي منهم؟، فرأى بيرون غرانت وأخذه بعيدًا.
في 30 يناير 2010، اتهمت النيابة العامة في مقاطعة ألاميدا الضابط ميهسيرل بجريمة قتل من الدرجة الثانية في لائحة الاتهام بإطلاق النار. استقال الضابط من منصبه، ودفع ببراءته. بدأت المحاكمة في 10 يونيو 2010، وأُدين بتهمة القتل غير العمد، وأنه غير مذنب بجريمة القتل العمد وغير العمد في 8 يوليو 2010.
على الرغم من أن الاحتجاجات الأولية في 8 يوليو 2010 ضد قرار هيئة المحلفين قد نُظمت سلميًا، فإنه بعد حلول الظلام، كانت هنالك أعمال نهب، وحرق، وتدمير الممتلكات، وبعض من أعمال الشغب الصغيرة، وألقِي القبض على ما يقرب من 80 شخصًا في نهاية المطاف. وفي 5 نوفمبر 2010، حُكم على ميهسيرل بالسجن مدة عامين، مطروحًا منه مدة عقوبته، وقضى عقوبته في سجن مُقاطعة لوس أنجلوس للحبس الوقائي، مُحتجزًا في زنزانة خاصة للحفاظ على سلامته. في 13 يونيو 2011، أُطلق سراحه بعد أن قضى 11 شهرًا في السجن.
رفع محامو الحقوق المدنية في أوكلاندا جون بوريس دعوى وفاة غير مشروعة ضد شركة بارت نيابة عن عائلة غرانت بقيمة 25 مليون دولار. توصل بارت إلى تسوية مع ابنة غرانت وأمه بمنحهم مبلغًا إجماليًا قدره 2.8 دولار في 2011، وتوصل إلى تسوية مع العديد ممن رفعوا دعوى تعويضات عن الفظائع التي ارتكبتها الشرطة. ولم تؤد الدعوى الأخرى التي رفعها والد غرانت إلى صدور قرار هيئة المحلفين، لأن الحُكم خلص إلى أنه بسبب سجنه لم يكن مُتعلقًا بقدرٍ كافٍ في حياة غرانت.
كان إطلاق النار، والاحتجاجات ضده، سببًا مهمًا لحركة «حياة السود المهمة»، التي بدأت في عام 2013. يُصور فيلم الدراما السيرة الذاتية «محطة فروتفيل» (2013) -الذي كتبه وأخرجه رايان كوجلر- آخر 24 ساعة من حياة غرانت، وجريمة قتله، وما بعد ذلك مباشرة.